# Карма Чоден
Карма Ходен (Чоден) (англ. Karma Chhoden, народилась 13 червня 1966) — стрілець, яка представляла Бутан на міжнародному рівні.
Ходен, разом з Ринзі Лхам та Сонам Чукі, змагалась за Бутан на Літніх Олімпійських іграх 1984 року, що відбувались в Лос-Анджелесі в індивідуальному турнірі, де вона фінішувала на 46-у місці.